# Ben Waine
Benjamin Peter Waine (ur. 11 czerwca 2001 w Wellington) – nowozelandzko-angielski piłkarz, występujący na pozycji napastnika w angielskim klubie Plymouth Argyle F.C. oraz w reprezentacji Nowej Zelandii. Uczestnik Igrzysk Olimpijskich 2020 i Pucharu Narodów Oceanii 2024.

## Statystyki

### Klubowe
Na podstawie:
| Klub                  | Sezonów | Liga         | Liga  | Liga   | Puchar krajowy | Puchar krajowy | Kontynentalne | Kontynentalne | Suma  | Suma   |
| Klub                  | Sezonów | Liga         | Mecze | Bramki | Mecze          | Bramki         | Mecze         | Bramki        | Mecze | Bramki |
| --------------------- | ------- | ------------ | ----- | ------ | -------------- | -------------- | ------------- | ------------- | ----- | ------ |
| Wellington Phoenix FC | 5       | A-League     | 111   | 32     | 7              | 4              | –             | –             | 118   | 36     |
| Plymouth Argyle F.C.  | 1       | League One   | 9     | 1      | 5              | 4              | –             | –             | 46    | 7      |
| Plymouth Argyle F.C.  | 1       | Championship | 32    | 2      | 5              | 4              | –             | –             | 46    | 7      |
|                       | Łącznie | Łącznie      | 152   | 35     | 12             | 8              | 0             | 0             | 164   | 43     |

### Reprezentacyjne
Na podstawie:
| Gole w reprezentacji | Gole w reprezentacji | Gole w reprezentacji | Gole w reprezentacji | Gole w reprezentacji | Gole w reprezentacji | Gole w reprezentacji | Gole w reprezentacji |
| Lp.                  | Data                 | Miasto               | Przeciwnik           | Wynik                | Gole                 | Inne                 | Rozgrywki            |
| -------------------- | -------------------- | -------------------- | -------------------- | -------------------- | -------------------- | -------------------- | -------------------- |
| 1.                   | 18.03.2023           | Doha                 | Papua-Nowa Gwinea    | 1:0 (0:0)            | 75'                  |                      | Eliminacje MŚ 2022   |

## Sukcesy
Na podstawie:

### Klubowe
- Mistrz III ligi angielskiej 2022/23